# 广州路街道 (金昌市)
广州路街道，是中华人民共和国甘肃省金昌市金川区下辖的一个乡镇级行政单位。

## 行政区划
广州路街道下辖以下地区：
宝晶里社区和宝运里社区。